# ويكيبيديا الغوجاراتية
ويكيبيديا الغوجاراتية (الغوجاراتية:ગુજરાતી વિકિપીડિયા) هي النسخة الغوجاراتية من موسوعة ويكيبيديا.

## الإحصائيات
| عدد المستخدمين المسجلين | عدد المستخدمين النشيطين | عدد المقالات | صفحات المحتوى | عدد التعديلات | عدد الملفات المرفوعة | عدد الإداريين |
| ----------------------- | ----------------------- | ------------ | ------------- | ------------- | -------------------- | ------------- |
| 81٬174                  | 78                      | 30٬530       | 131٬906       | 881٬425       | 0                    | 3             |

## القراءة
| \| قراءة ويكيبيديا الغوجاراتية (فبراير 2016)[1] \| قراءة ويكيبيديا الغوجاراتية (فبراير 2016)[1] \| قراءة ويكيبيديا الغوجاراتية (فبراير 2016)[1] \| قراءة ويكيبيديا الغوجاراتية (فبراير 2016)[1] \| قراءة ويكيبيديا الغوجاراتية (فبراير 2016)[1] \| \| -------------------------------------------- \| -------------------------------------------- \| -------------------------------------------- \| -------------------------------------------- \| -------------------------------------------- \| \| البلد \| البلد \| \| النسبة المئوية \| النسبة المئوية \| \| الهند \| الهند \| \| 83.3% \| 83.3% \| \| الولايات المتحدة \| الولايات المتحدة \| \| 16.7% \| 16.7% \| |                  |  |                |                |
| قراءة ويكيبيديا الغوجاراتية (فبراير 2016) |                  |  |                |                |
| البلد | البلد            |  | النسبة المئوية | النسبة المئوية |
| الهند | الهند            |  | 83.3%          | 83.3%          |
| الولايات المتحدة | الولايات المتحدة |  | 16.7%          | 16.7%          |